# 万泉文庙
35°21′39″N 110°48′12″E / 35.36083°N 110.80333°E
万泉文庙位于中国山西省万荣县万泉乡万泉村（原万泉县县城）东部，已列为全国重点文物保护单位。

## 历史
文庙始建年代不详，大成殿重建于明代正统四年（1439年）。

## 建筑
万泉文庙坐北朝南，占地2784平方米，原有殿堂100余间，古建筑现仅存大成殿和影壁。院内保留千年唐柏7株。其余戟门、泮池、明伦堂、藏经阁和东西配殿等为近期重建。
文庙大成殿供奉孔子，面阔五间，进深三间，单檐歇山顶，四角飞檐高举。前檐下五踩单翘单昂斗栱，梁架结构为七架梁通达前后檐。梁柱施彩绘，殿后有壁画。
文庙门前的琉璃影壁，上书“泰和元气”四个大字，镶嵌苍龙泻玉图案，两旁砖雕对联：“人文启孤峰，教泽千秋开道统；至德留两涧，宫墙数仞仰儒宗。”

## 保护
1985年11月，万泉城文庙公布为万荣县文物保护单位。
2006年5月25日，万泉文庙由中华人民共和国国务院公布为第六批全国重点文物保护单位，编号6-468。